# Nazionale maschile under 18 di pallacanestro dell'Uruguay
La nazionale di pallacanestro uruguaiana Under-18 è una selezione giovanile della nazionale uruguaiana di pallacanestro, ed è rappresentata dai migliori giocatori di nazionalità uruguaiana di età non superiore ai 18 anni.
Partecipa a tutte le manifestazioni internazionali giovanili di pallacanestro per nazioni gestite dalla FIBA.

## Partecipazioni

### FIBA Americas Under-18 Championship for Men
- 1990 - 4°
- 1994 - 9°
- 2006 - 6°
- 2008 - 6°
- 2010 - 5°

- 2014 - 8°